# Neoechinorhynchus karachiensis
Neoechinorhynchus karachiensis är en hakmaskart som beskrevs av Bilgees 1972. Neoechinorhynchus karachiensis ingår i släktet Neoechinorhynchus och familjen Neoechinorhynchidae. Inga underarter finns listade i Catalogue of Life.